# Viminale (colle)

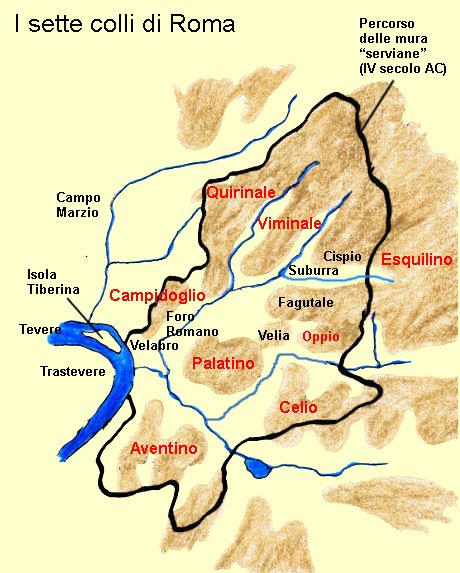
I sette colli di Roma: Aventino, Campidoglio, Celio, Esquilino, Palatino, Quirinale, Viminale

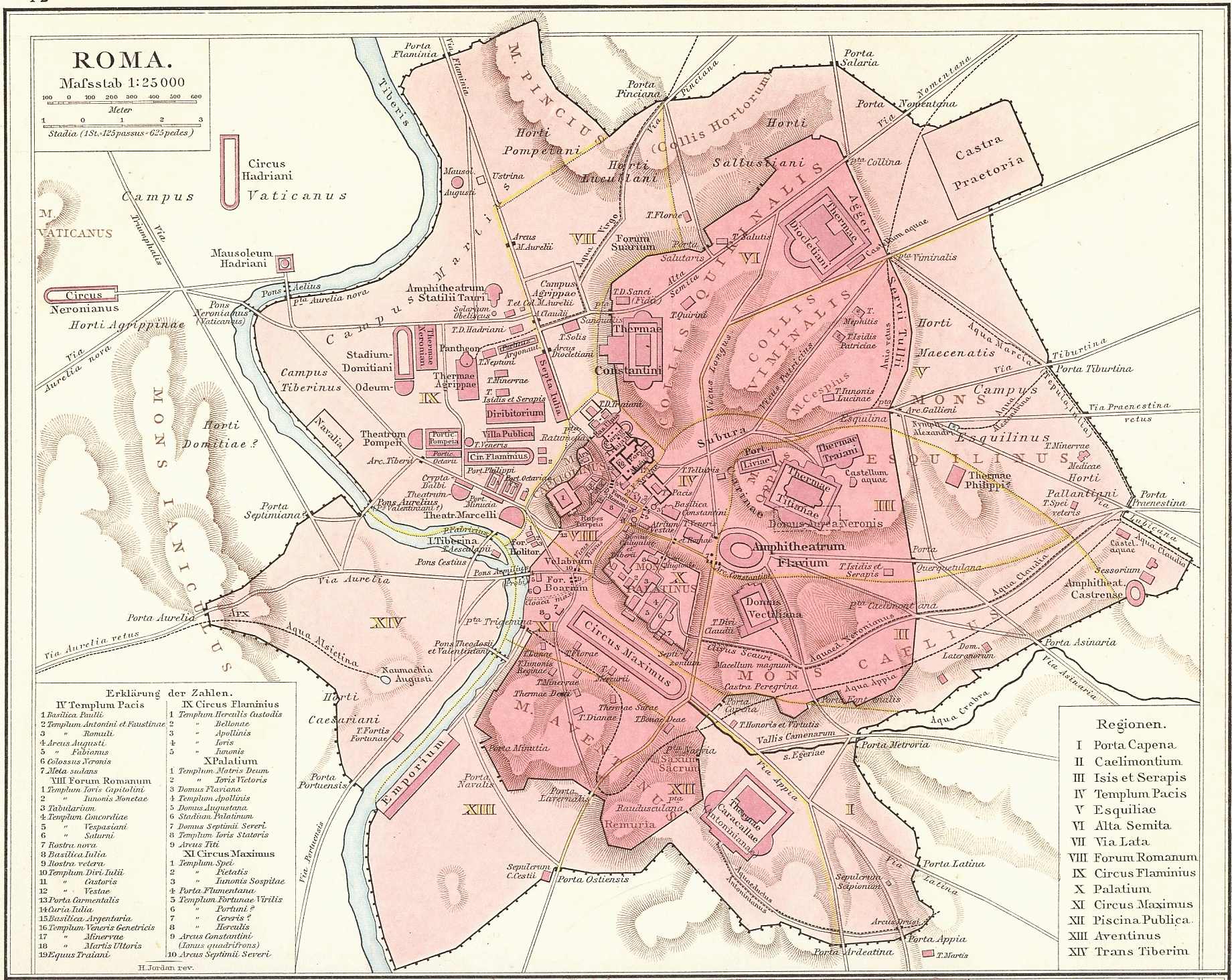
Carta della Roma antica

Il Colle Viminale (in latino Collis Viminalis), 57 metri di altezza nei pressi di p.za San Bernardo, è uno dei sette colli su cui venne fondata la città di Roma. Deve il suo nome alle piante di vimini (Salix Viminalis) che al tempo ne ricoprivano le pendici.
Il Viminale è il più piccolo dei sette colli, si trova tra l'Esquilino a sud-est e il Quirinale a nord e nord-ovest. In epoca romana era delimitato dal Vicus Longus (attuale Via Nazionale), dalla Suburra, e dal Vicus Patricius (attuale Via Urbana).

## Storia
Questo colle fu annesso alla città dal sesto re di Roma, Servio Tullio. Al tempo di Augusto il Viminale faceva parte della VI regione (rione) - Alta Semita, ed era un quartiere residenziale di medio livello, privo di edifici pubblici, come il vicino Cispio. In via Balbo, in via Panisperna e in via Santa Pudenziana (antico Vicus Patricius) sono stati scavati i resti di ricche case del II e I secolo a.C.
Successivamente, durante il regno di Diocleziano, tra il 298 e il 305 d.C., vi furono erette le Terme, nella zona che si trova alla fine del Vicus Longus, fra il Viminale e il Quirinale.
Nel Rinascimento il tepidarium delle Terme di Diocleziano fu trasformato da Michelangelo, su richiesta di papa Pio IV, che vi realizzò la chiesa di Santa Maria degli Angeli (1561). Vi si trovavano la caserma della III coorte dei Vigiles e le terme dette Lavacrum Agippinae, presso San Lorenzo in Panisperna. L'unica architettura religiosa della zona era il santuario di Nenia.
Altri edifici importanti che sorgono sul colle sono:
- il Palazzo del Viminale, costruito nel 1923, dove ha sede il Ministero dell'interno;
- il Teatro dell'Opera di Roma, costruito nel 1879;
- il Museo dell'Istituto centrale di patologia del libro Alfonso Gallo inaugurato il 1938 da Alfonso Gallo.

Attualmente il Viminale fa parte del Rione Monti.

## Galleria d'immagini

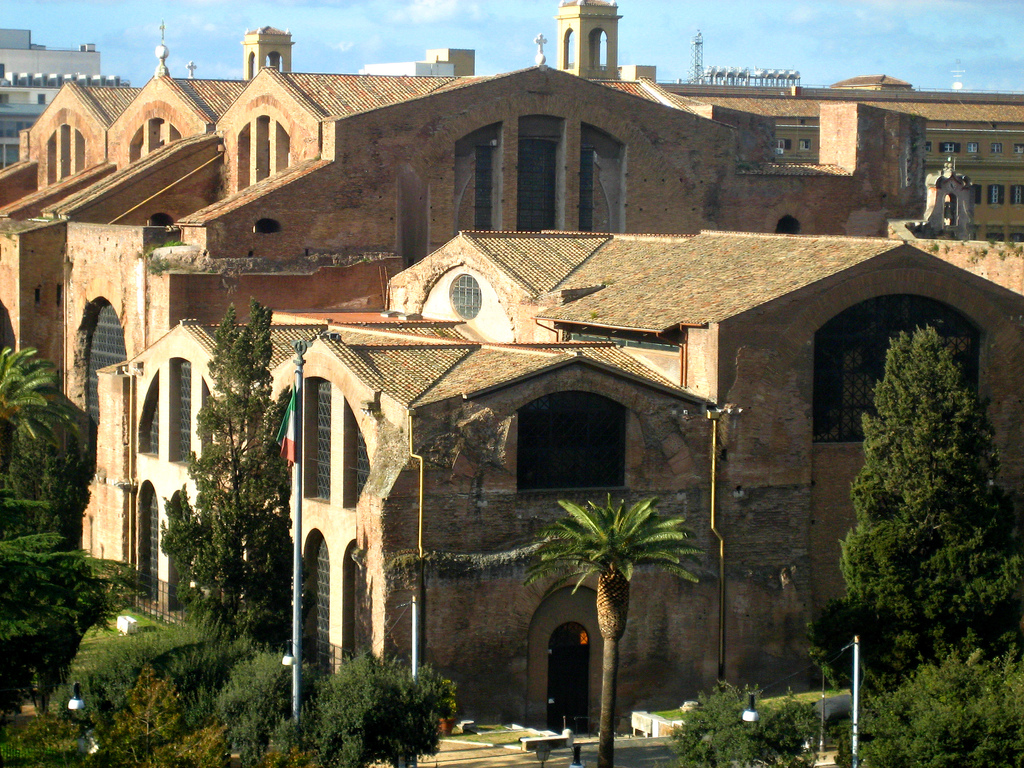
Terme di Diocleziano e chiesa di Santa Maria degli Angeli
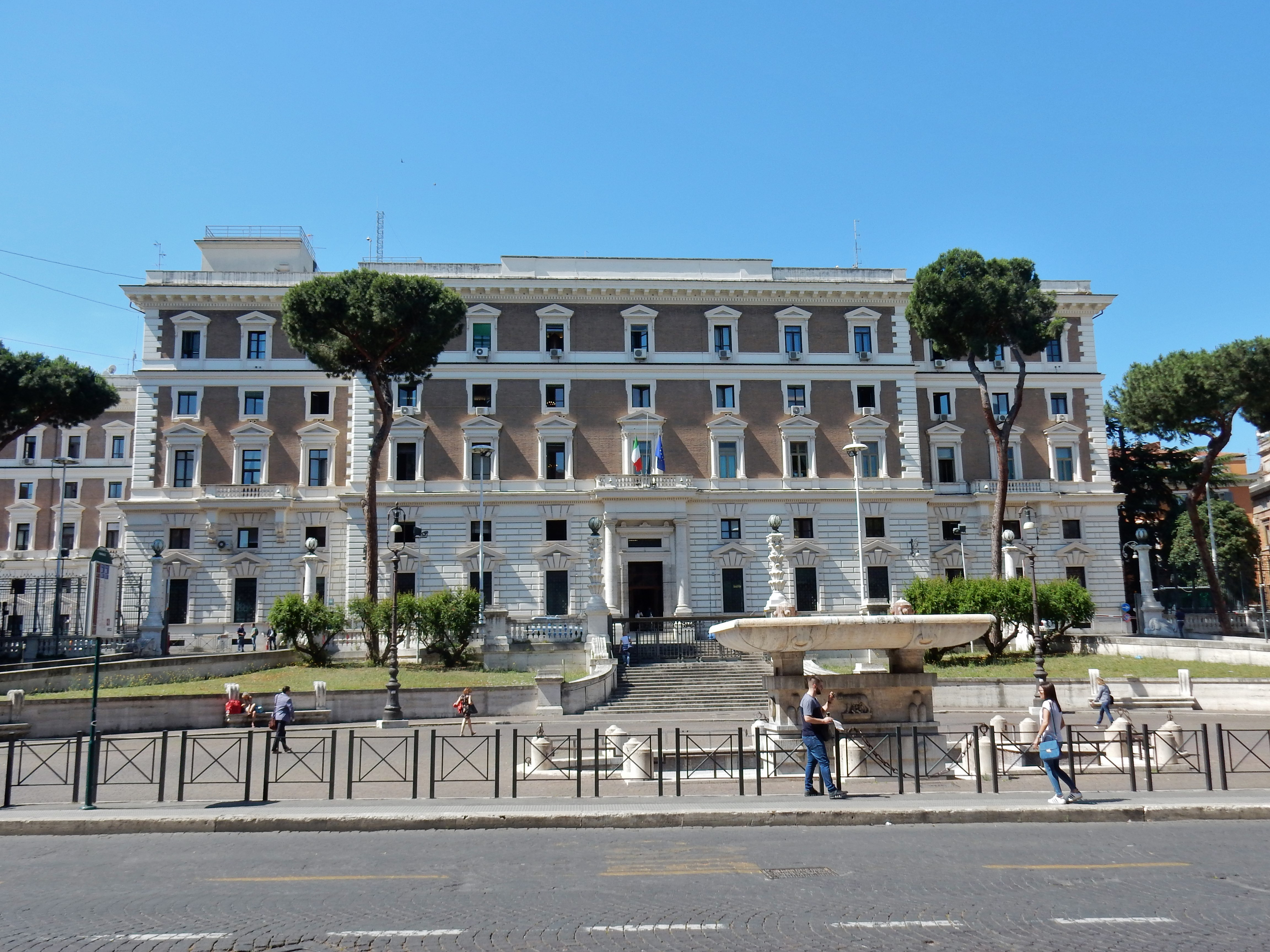
Palazzo del Viminale
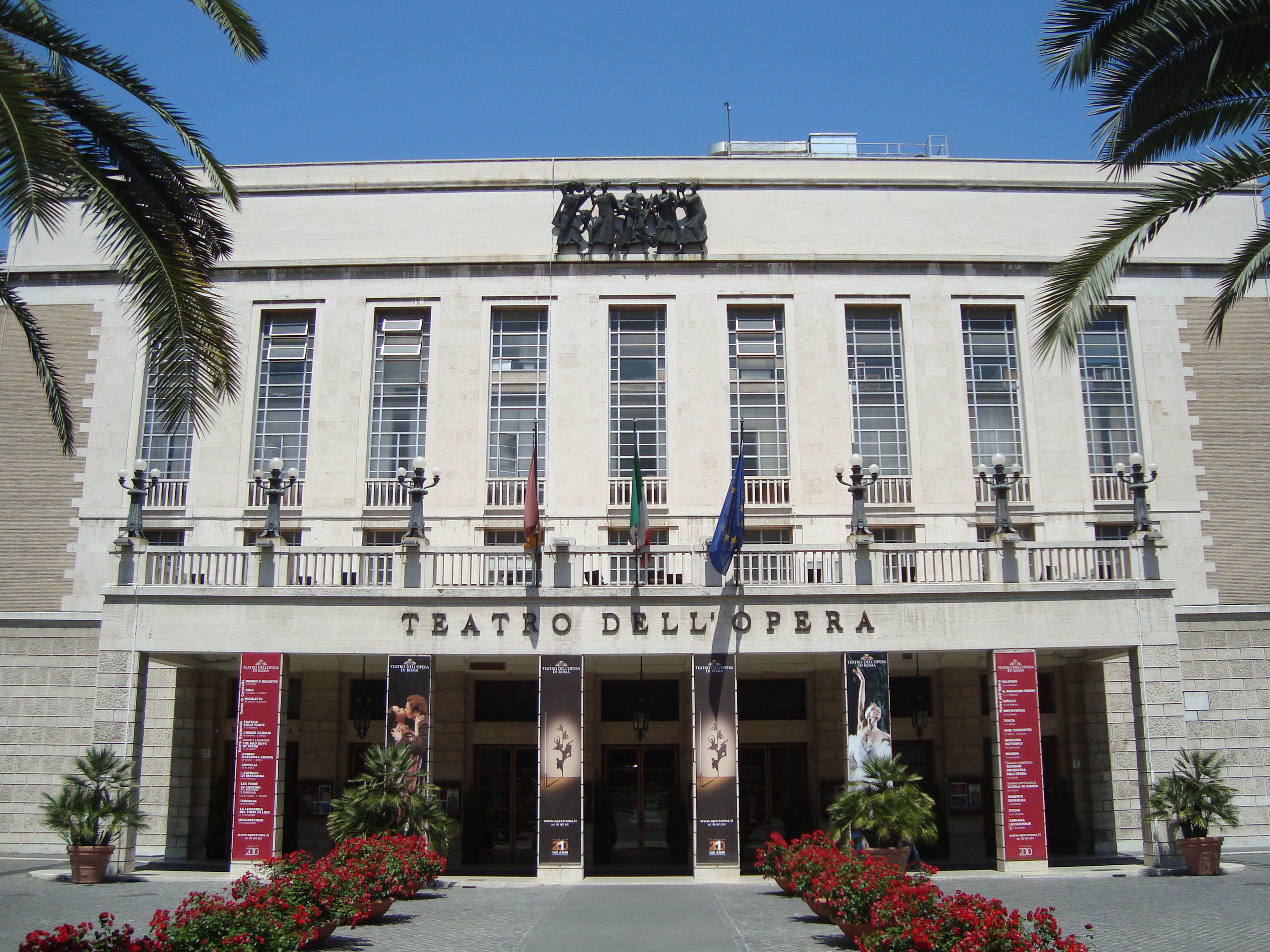
Teatro dell'Opera